# Qelisjön
Qelisjön (georgiska: ყელის ტბა, Qelis tba) är en sjö i Georgien. Den ligger i den norra delen av landet, i regionen Mtscheta-Mtianeti. Qelisjön ligger 2 925 meter över havet.